# Nasprotovanje cepljenju
Nasprotovanje cepljenju oziroma proticepilstvo pomeni posameznikovo zavračanje cepljenja sebe ali svojih otrok, čeprav so cepiva na voljo. Svetovna zdravstvena organizacija je ocenila, da je nasprotovanje cepljenju ena od največjih globalnih groženj zdravju. Ne zajema le dokončne zavrnitve cepljenja, temveč tudi njegovo odlaganje, odločitev za cepitev z nekaterimi cepivi, z drugimi pa ne ... Argumenti nasprotnikov cepljenja ostajajo kljub strokovnemu soglasju o varnosti in učinkovitosti cepiv.
Proticepilska prepričanja temeljijo zlasti na javni debati o medicinskih, nravstvenih in pravnih zadržkih. Porajajo jih različni dejavniki, kot so posameznikovo nezaupanje v cepivo ali zdravstvene storitve nasploh, nerazumevanje potrebe po cepljenju oziroma vrednosti, ki ga cepljenje prinaša itd. Obstaja že od izuma cepiv, še preden se je sploh pojavil izraz zanje pred skoraj 80 leti, so se pa spreminjale hipoteze, ki jih širijo zagovorniki proticepilstva. Nasprotovanje cepljenju lahko povzroči znižanje precepljenosti v populaciji in posledično izbruh ter smrtne žrtve nalezljivih bolezni, ki so sicer preprečljive s cepljenjem. Dokler so nasprotovanja cepljenju redka in razpršena ter zajemajo ozek krog ljudi, ne pomenijo splošne nevarnosti. Treba pa je zaznavati take pojave in pravočasno ukrepati, da se prepreči nepopravljiva škoda na področju varovanja zdravja.
Eden od načinov zagotavljanje dovoljšnje precepljenosti prebivalstva je uvedba obveznega cepljenja.

## Ozadje
Razlogi za nasprotovanje cepljenju so različni; večkrat so ideološki, manjkrat verski. Pogosto gre za strah pred neželenimi učinki, nezadovoljstvo s kakovostjo cepiv, ki ne dajejo absolutne zaščite, in odsotnost bolezni, proti katerim se cepljenje opravlja. Nekateri posamezniki zavračajo dejstvo, da je cepljenje doprineslo izboljšanje javnega zdravja ali celo zagovarjajo določene teorije zarote.

### Učinkovitost
Nekateri ne verjamejo v učinkovitost cepiv in trdijo, da je zmanjšanje pojavnosti nalezljivih bolezni posledica izboljšanja splošnih razmer v zdravstvu ter higiene ali da se je upadanje začelo že pred uvedbo cepiv. Strokovni podatki tega ne potrjujejo; pojavnost bolezni, ki so preprečljive s cepljenjem, je v preteklosti nihala, vendar se je znatno zmanjšala oziroma skoraj izničila šele z uvedbo specifičnih cepiv.
Argument nekaterih nasprotnikov cepljenja je začasna imunost po cepljenju in potreba po poživitvenih odmerkih, medtem ko prebolelost okužbe zagotovi vseživljenjsko imunost. Nekatere oblike zdravilstva zagovarjajo ideologije, ki so v nasprotju z znanstveno podlago učinkovitosti cepiv.
Nekateri cepljenju nasprotujejo, ker ne dajejo absolutne zaščite. Cepiva res niso povsem imunogena in ščitijo med 85 in več kot 95 %.

### Varnost
Kot vsa druga zdravila, lahko tudi cepiva povzročijo neželene učinke in tudi resne zaplete, kot je huda preobčutljivostna reakcija. V nasprotju z večino drugih zdravstvenih ukrepov se cepiva uporabljajo pri zdravih ljudeh in zato so pričakovani standardi glede varnosti še višji. Hudi zapleti so možni, vendar so skrajno redki in je zato tveganje, ki ga predstavlja cepivo, veliko manjše od tveganja zaradi bolezni, ki jo dotično cepivo preprečuje. Uspešne kampanje cepljenja zmanjšajo pojavnost bolezni in se zato javnost več ne osredotoča na grožnje same bolezni, zdravstvene oblasti pa zato včasih težje ohranjajo javno podporo pri preprečevanju »pozabljene« bolezni s cepljenjem.
Na splošno korist cepljenja močno presega tveganje, da se pojavijo stranski učinki. Tveganje za pojav stranskih učinkov po cepljenju je več 100-krat do 1000-krat nižje kot zapleti po naravni okužbi.

###### Avtizem
Povezava med cepivi in avtizmom je obširno raziskana in dokazano napačna. Velja strokovno soglasje, da ni ne vzročne ne druge povezave med cepljenjem in pojavnostjo avtizma, prav tako za nobeno sestavino cepiv ni dokazov o povzročanju avtizma. Proticepilska gibanja še naprej promovirajo mite, teorije zarote in lažne informacije o povezavi, kljub strokovni dokazom, ki jo zavračajo.

###### Tiomersal
Tiomersal je protimikrobni konzervans, ki se uporablja v nekaterih večodmernih cepivih (pri katerih se ena viala uporabi za cepljenje več pacientov) in preprečuje kontaminacijo cepiva. Kljub učinkovitosti je njegova uporaba v cepivih sporna, ker vsebuje živo srebro (v obliki etilživega srebra), in leta 1999 sta ameriški Center za nadzor bolezni (CDC) in Ameriška akademija za pediatrijo (AAP) pozvala proizvajalce cepiv, naj iz previdnostnih razlogov čim prej prenehajo uporabljatio tiomersal kot sestavino cepiv. Danes se v ZDA in EU, razen v nekaterih cepivih proti gripi, tiomersal več ne pojavlja kot sestavina cepiv. Vsa cepiva, ki so na trgu v Sloveniji, so s strani proizvajalcev deklarirana kot »cepiva brez tiomersala«. V nekaterih cepivih so prisotni sledovi tiomersala zaradi proizvodnih postopkov, vendar v količinah največ 1 mikrograma, kar predstavlja 15 % povprečno vnesene dnevne količine v telo v ZDA in 2,5 % maksimalnega dnevnega vnosa, ki ga SZO opredeljuje kot varnega. Zaradi smernic številnih oblasti, da se zaradi previdnosti tiomersal odsvetuje kot sestavina cepiva, so se pojavila namigovanja, da bi lahko bil vzrok tega priporočila v resnici povezava med tiomersalom in avtizmom. Podatki to zavračajo, saj se je pojavnost avtizma še naprej zviševala tudi po umiku tiomersala iz otroških cepiv. Več raziskav v zvezi s potencialno toksičnostjo tiomersala za ljudi in posebno za otroke dokazuje, da tiomersal v koncentracijah, uporabljenih v cepivih, ni škodljiv.

###### Cepivo OMR
Cepivo proti ošpicam, mumpsu in rdečkam (OMR) je postalo predmet razprav, ko je leta 1998 angleški zdravnik Andrew Wakefield s sodelavci v strokovni reviji The Lancet objavil članek s prikazom 12 primerov otrok povečini z motnjami avtističnega spektra, ki so se pojavile kmalu po prejemu odmerka cepiva. Na tiskovni konferenci je Wakefield leta 1998 predlagal, da je cepljenje otrok v obliki treh ločenih odmerkov verjetno varnejše od enkratnega cepljenja z višjim odmerkom. Njegov predlog ni imel osnove v objavljenem članku. Strokovno pregledani članki o raziskavah, ki so sledile, niso potrdile nobene povezave med avtizmom in cepivom. Kasneje se je izkazalo, da je Wakefield prejel sredstva od strank v sodnih postopkih proti proizvajalcem cepiv in o navzkrižju interesov ni obvestil ne sodelavcev ne strokovnih oblasti. Wakefielda so številni obsodili nestrokovnosti, sprožitve upadanja stopnje precepljenosti in neetičnih osnov raziskave. Leta 2004 je 10 soavtorjev članek o povezavi med cepivom OMR in avtizmom uradno preklicalo, leta 2010 pa so uredniki časopisa The Lancet članek povsem umaknili. Wakefield je zaradi namerne poneverbe raziskave izgubil zdravniško licenco.
Številne zdravstvene oblasti in organizacije, kot so ameriška Nacionalna akademija znanosti, avstralski Oddelek za zdravje in britanska Nacionalna zdravstvena služba (NHS), so uradno zaključila, da ni nobenega dokaza o povezavi med cepivom OMR in avtizmom.

###### »Preobremenitev s cepivi«
»Preobremenitev s cepivi« (angl. vaccine overload) je nemedicinski izraz za neutemeljeni koncept o tem, da cepljenje otroka z več cepivi hkrati obremeni ali oslabi njegov nezreli imunski sistem, kar vodi v pojav škodljivih učinkov. Nekateri starši otrok z avtizmom verjamejo, da je to vzrok pojava avtizma, vendar strokovni dokazi temu močno nasprotujejo. Kljub strokovni neutemeljenosti nekateri starši zaradi bojazni pred »preobremenitvijo s cepivi« prelagajo cepljenje svojih otrok ali ga povsem odklonijo. Takšna neutemeljena prepričanja staršev so ena od bistvenih ovir za dosego čredne imunosti pri otrocih.
Koncept »preobremenitve s cepivi« ima več strokovnih pomanjkljivosti oziroma napak. Čeravno se je število priporočenih oziroma obveznih cepljenj v zadnjih desetletjih zares povečalo, se je izboljšal tudi razvoj cepiv in imunološka obremenitev novejših cepiv je manjša. Na primer, v ZDA je bilo v 14 cepivih, ki so jih otroci prejemali leta 2009, desetkrat manj imunoloških komponent v primerjavi s 7 cepivi v letu 1980. Raziskava iz leta 2013 ni pokazala na nobeno povezavo med avtizmom in količino antigenov v cepivih, ki so jih prejeli otroci do svojega drugega leta starosti. Cepiva predstavljajo v primerjavi s patogeni, s katerimi pridejo otroci v enem letu naravno v stik, le majhen del imunološkega bremena. Pogoste otroške okužbe, na primer okužbe srednjega ušesa, obremenijo imunski sistem bistveno bolj kot cepiva. Raziskave so pokazale, da cepljenje, tudi z več cepivi hkrati, ne oslabi imunskega sistema. Zaradi pomanjkanja dokazov, ki bi podpirali obstoj hipoteze o preobremenitvi imunskega sistema s cepivi, ter obstoja ugotovitev, ki ji neposredno nasprotujejo, velja, da cepiva, ki se uporabljajo v priporočenih programih cepljenja, ne »preobremenijo« ali oslabijo imunskega sistema.

## Opustitev obveznega cepljenja
Eden od načinov zagotavljanje dovoljšnje precepljenosti prebivalstva je uvedba obveznega cepljenja. Obvezno cepljenje poleg nekaterih drugih držav pozna tudi Slovenija. Obveznost cepljenja na Slovenskem izhaja iz skrbi za zdravje celotne družbe. Vsak ima pravico do varstva pred nalezljivimi boleznimi ter hkrati dolžnost, da varuje zdravje sebe in drugih pred temi boleznimi. Z dovoljšnjo precepljenostjo prebivalstva in dosego t. i. čredne imunosti so zaščiteni tudi tisti, ki se iz različnih razlogov ne smejo cepiti.
V Sloveniji je obvezno cepljenje opredeljeno v Zakonu o nalezljivih boleznih. Razlogi za opustitev obveznega cepljenja so lahko le medicinski, in sicer:
- alergije na sestavine cepiva,
- resen neželeni učinek cepiva po predhodnem odmerku istega cepiva,
- bolezen ali zdravstveno stanje, ki je nezdružljivo s cepljenjem.

Kadar ne obstajajo zdravstvene kontraindikacije za opustitev obveznega cepljenja in ga oseba ali njeni starši/skrbniki brez zdravstvenih razlogov odklanjajo, se mu izmikajo ali ga onemogočajo, je zdravnik o tem dolžan podati prijavo na območno enoto Zdravstvenega inšpektorata.  Zdravstveni inšpektorat lahko posamezniku zaradi neupravičenega odklanjanja ali onemogočanja cepljenja izreče denarno kazen.